# مركز الدراسات الإسرائيلية في الأردن
مركز الدراسات الإسرائيلية في الأردن (CIS)، هو مؤسسة فكرية عربية مستقلة غير ربحية مقرها الأردن مكرسة لدراسة جميع جوانب السياسة والمجتمع الإسرائيلي. إنه يوفر منصة للعلماء من جميع أنحاء العالم لتقديم أوراق وتبادل الآراء بشأن إسرائيل وعلاقاتها الإقليمية وموقعها في العالم. يقوم المركز بإجراء دراسات سياسية وتحليلات إستراتيجية للقضايا السياسية والاقتصادية والأمنية في جميع أنحاء الشرق الأوسط الكبير، مع التركيز بشكل خاص على القضايا المتعلقة بالصراع العربي الإسرائيلي، والسياسة العامة لإسرائيل، والنهوض بالسلام بين اليهود والعرب في الشرق الأوسط الشرق. مركز دراسات إسرائيل غير مرتبط بأي أحزاب أو حكومات. تأسس في عمان، الأردن عام 2014، وهو مخصص لدراسة دولة إسرائيل. في عام 2015، أصبح مركز الدراسات الإسرائيلية في الأردن عضوًا في تحالف السلام في الشرق الأوسط.

## نظرة عامة عن المركز
تأسس مركز الدراسات الإسرائيلية في الأردن عام 2014، وهي المنظمة العربية غير الحكومية الوحيدة التي تجري أبحاثًا في الشؤون الإسرائيلية. يعمل المركز على بناء مجال متعدد الأوجه للدراسات الإسرائيلية في الأردن وتوسيع الفرص لفهم أعمق لإسرائيل في جميع الدول العربية. انطلاقا من أهمية وضروة نشر فهم أشمل لإسرائيل، يقوم المركز بإجراء محاضرات ودورات تدريبية واستشارات ومؤتمرات وورش عمل.

## الأنشطة
يواصل مركز الدراسات الإسرائيلية في الأردن أهدافه من خلال مجموعة من الأنشطة:
- ملخصات وتحليلات إخبارية يومية عن الأحداث في إسرائيل والمنطقة من خلال منشورات إلكترونية مكتوبة باللغة العربية.
- يزور محللون وصحفيون وسياسيون من المناطق المجاورة الأردن لتبادل وجهات نظرهم مع نظرائهم الأردنيين.
- ندوات أكاديمية بين البلدين.
- ترجمة كتب ومقالات مهمة من العبرية إلى العربية.
- عقد المؤتمرات الإقليمية حول الشؤون الإسرائيلية في الشرق الأوسط.
- ربط العلماء العرب العاملين في مجال الدراسات الإسرائيلية.
- ورشات اللغة العبرية في الدول العربية.
- إنشاء قناة «اسألني» على موقع يوتيوب حيث يسأل العرب أسئلة عن إسرائيل والإسرائيليون يجيبون عليها.
- حوار مع واضعي الرأي الأردني ووسائل الإعلام حول القضايا ذات الأهمية للعلاقة الأردنية الإسرائيلية.
- تحليل استراتيجي وتوصيات للحكومة الأردنية - لتشكيل السياسة الخارجية اتجاه إسرائيل، وتوسيع مشاركة الأردن في الترابط الملزم بين إسرائيل والسلطة الفلسطينية.
- إجراء استطلاعات في الأردن والعالم العربي الكبير حول إسرائيل.

## التعاون مع المؤسسات الأخرى
من أجل تعزيز التعاون الحقيقي والمفيد للطرفين، يتعاون المركز مع مؤسسات مثل معهد دراسات الأمن القومي (إسرائيل)، مركز موشيه ديان، كلية الجليل الغربي، المعهد الإسرائيلي للسياسة الخارجية الإقليمية المعروف أيضًا باسم ميتفيم، جامعة بار إيلان، اللجنة اليهودية الأمريكية والجامعة الأردنية.

## في الأخبار
كتبت التايمز أوف إسرائيل أن مركز الدراسات الإسرائيلية في الأردن «يسعى إلى مكافحة التضليل الإعلامي المحيط بالدولة اليهودية والنزاع الإسرائيلي الفلسطيني من خلال تقديم وجهة نظر بديلة محايدة لإسرائيل باللغة العربية لصانعي القرار في الأردن والصحفيين وجمهور أوسع».
وقالت صحيفة هآرتس في مقابلة مع السفير الإسرائيلي السابق في الأردن، عوديد عيران، «إنني معجب حقًا بشجاعتهم لأنه ليس من السهل في دولة عربية التحدث بموضوعية عن إسرائيل».
وفي مقابلة مع صحيفة جيروزاليم بوست، نُقل عن الدكتورة سوالحة قوله: «خلال الربيع العربي ركز العرب على القضايا الداخلية، وكان العرب في الماضي يعلقون كل مشاكلهم على إسرائيل، لكنهم اكتشفوا الآن أنها ليست القضية الرئيسية».
قال آفي لويس في مقابلة مع مجلة موزاييك إن «د. عبد الله صوالحة يريد أن يرى جمهورًا عربيًا مستنيرًا مزودًا بأدوات للربط والتعامل والتفاوض مع إسرائيل، من خلال تقديم البلاد كنموذج للديمقراطية غير المثالية ونموذج للتسامح، على الرغم من عدم المساواة بين المواطنين العرب واليهود ودولة الاحتلال التي لا تزال تسيطر على حياة الملايين من الفلسطينيين في الضفة الغربية، وهي بعيدة كل البعد عن مجاز الكيان الصهيوني الذي يستخدم على نطاق واسع لعقود في العالم العربي كتوصيف شامل لحالة اليهود.» 
وكتبت صحيفة السبيل العربية الأسبوعية في عمان بالأردن أن "عبد الله صوالحة لا يسعى لتجميل صورة إسرائيل في العالم العربي". يناقش صوالحة هنا لقائه مع الرئيس الإسرائيلي السابق شمعون بيريز في مدينة البتراء ويصرح بأن مركز الدراسات الإسرائيلية "تعتقد أن الكثير من المعلومات المهمة عن المجتمع الإسرائيلي غائبة عن الحكومات العربية ومواطنيها. . . . وأضاف: "هناك فرق بين الحديث عن إسرائيل كقوة احتلال وبين الحديث عن نظامها السياسي".